# Delorsrapporten
Delorsrapporten, även känd som Delorsplanen, var en rapport som presenterades av Europeiska kommissionens ordförande Jacques Delors i april 1989 och som innehöll en plan för hur en ekonomisk och monetär union skulle kunna förverkligas inom Europeiska gemenskaperna. Europeiska rådet hade vid sitt sammanträde i Hannover, Tyskland, den 27–28 juni 1988 beslutat att tillsätta en grupp med Delors som ordförande för att utarbeta rapporten. I gruppen ingick även de nationella centralbankscheferna.
Rapporten återupplivade idén i Wernerrapporten från 1970 om att gradvis utforma en ekonomiska och monetär union genom tre etapper. Den första etappen innebar att alla kapitalrestriktioner skulle avskaffas mellan medlemsstaterna med syfte att möjliggöra fri rörlighet för kapital. Den andra etappen innebar bland annat inrättandet av Europeiska monetära institutet med syfte att förbereda införandet av en gemensam valuta. Den tredje etappen innebar införandet av euron och inrättandet av en gemensam centralbank, ett förslag som inte återfanns i Wernerrapporten.
Mot bakgrund av Delorsrapporten beslutade Europeiska rådet vid sitt sammanträde i Madrid, Spanien, den 26–27 juni 1989 att den första etappen skulle förverkligas den 1 juli 1990. Vid ett efterföljande sammanträde i Strasbourg, Frankrike, den 8–9 december 1989 beslutade Europeiska rådet att en regeringskonferens skulle sammankallas för att utarbeta ett förslag till nytt fördrag för att kunna förverkliga de två andra etapperna. Det nya fördraget, Maastrichtfördraget, trädde i kraft den 1 november 1993 och ledde slutligen till införandet av euron den 1 januari 1999.